# Grande Soeur (Seychellen)
Grande Soeur ist eine Insel der Seychellen. Sie liegt nördlich von Félicité und östlich von Praslin. Sie bildet mit der Insel Petite Soeur, westlich von Grande Soeur gelegen, die Sister Islands. Die Insel ist wie viele andere der Seychellen eine Granitinsel und ist mit Urwald bewachsen. Grande Soeur sowie Petite Soeur befinden sich im Privatbesitz eines Schweizers.